# 대전탄방중학교
대전탄방중학교(大田炭坊中學校)는 대한민국 대전광역시 서구 둔산동에 있는 공립 중학교이다.

## 학교 연혁
- 1991년 4월 1일 : 학교 설립인가
- 1992년 2월 15일 : 8학급 설립인가
- 1992년 3월 1일 : 초대 조창원 교장 부임
- 1992년 3월 5일 : 개교 및 입학식(700명 입학)
- 1995년 2월 10일 : 제1회 졸업식(679명)
- 1997년 3월 1일 : 교과교육 연구활동 중심학교 지정(대전광역시교육청)
- 2000년 12월 20일 : 교지 “빛솔” 창간호 발간
- 2002년 8월 24일 : 본동 5층 증축, 급식실 준공
- 2003년 1월 14일 : 51학급 증설인가
- 2003년 3월 2일 : 수영부 창단식
- 2005년 2월 11일 : 탄방정보문화관 개관
- 2023년 9월 1일 : 제16대 정찬우 교장 취임
- 2024년 1월 5일 : 제30회 졸업식(422명, 총 19,060명)
- 2024년 3월 4일 : 제33회 입학식(14학급 393명)

## 사진

급식실 및 다목적 강당 건물
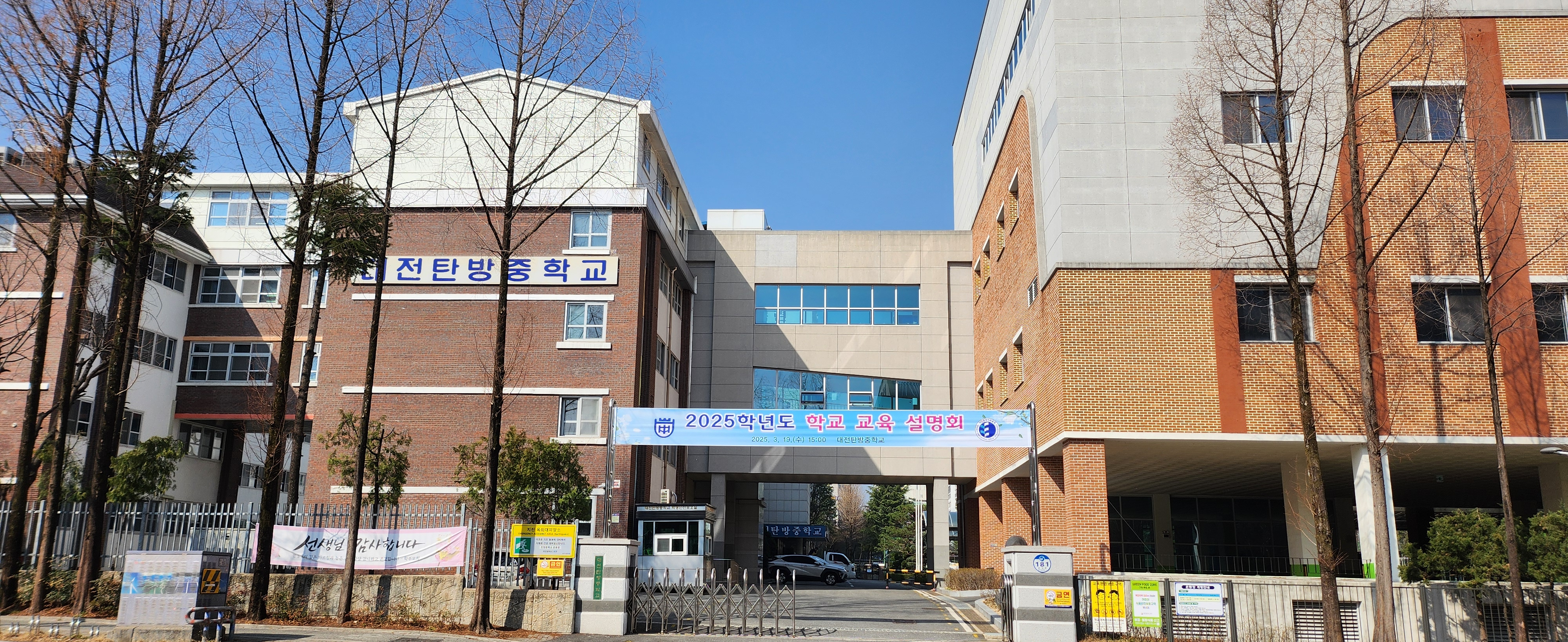
대전문정초등학교에서 바라본 모습

## 참고 자료
- 대전탄방중학교 - 한국교육학술정보원 학교알리미